# Моріц Ґмелін
Моріц Ґмелін (20 липня 1839, Людвігсбурґ — 14 грудня 1879, Карлсруе) — німецький архівіст.

## Життєпис
Моріц Ґмелін вивчав протестантську теологію в Бляубойренській семінарії та в Тюбінґенському монастирі. З 1861 року працював вікарієм в Оберстенфельді. Через три роки він став учителем у школі у Фрідріхсдорфі. З 1865 року він був стажистом у придворній бібліотеці в Карлсруе, незадовго до того, як Тюбінгенський університет присудив йому ступінь доктора теології. У 1868 році він став адміністратором парафії в Унтерриксінґені, але наступного року залишив цю посаду.
Він працював помічником у Генеральному державному архіві Великого князівства Баден у Карлсруе, через три роки його призначили асесором, а в 1874 році він отримав звання архіврата. Під час війни 1870–71 років Гмелін також допомагав у Німецькому Червоному Хресті.
Ґмелін працював у Allgemeine Deutsche Biographie та написав десять статей, дев'ять із них про видатних членів родини Ґмелінів.

## Публікації (вибірка)
- Eine Urkunde die Currende in Speyer betreffend, vom Jahre 1540. In: Jahrbücher für Philologie und Pädagogik; Jahrgang 16, 1870; Abteilung 2.
- Zur Geschichte der Spitäler in Pforzheim, in: Zeitschrift für die Geschichte des Oberrheins, Band 24, Karlsruhe 1872, S. 327–399.
- Stammbaum der Familie Gmelin. Karlsruhe 1877.
- Beitraege zur Geschichte der Schlacht bei Wimpfen. Karlsruhe 1880.